# Galium concinnum
Galium concinnum är en måreväxtart som beskrevs av John Torrey och Asa Gray. Galium concinnum ingår i släktet måror, och familjen måreväxter. Inga underarter finns listade i Catalogue of Life.